# Parintins Futebol Clube
Parintins Futebol Clube ou Parintins é um clube brasileiro de futebol sediado na cidade de Parintins, Amazonas. O clube foi fundado em 2021 e profissionalizado em 2022, estreando no Campeonato Amazonense de Futebol de 2022 - Segunda Divisão. Atualmente, o clube disputa a primeira divisão do Campeonato Amazonense. 

## História
As primeiras notícias sobre a fundação do clube são da primeira metade de 2021 quando foi noticiado, por intermédio do então deputado estadual Tony Medeiros que o empresário coreano Sung um Song, presidente da Digitron da Amazônia(especializada na fabricação de placas-mãe e discos-rígidos) estaria interessado em fundar um clube de futebol na cidade, que seria o primeiro clube empresa do Amazonas. Song já havia uma página na história do futebol amazonense quando comprou a sede do tradicional Rio Negro e prometeu investir no seu futebol., depois, a compra foi anulada e o empresário desistiu do clube da capital.
O empresário insistiu na ideia e voltou suas atenções para Parintins, onde foi recebido com entusiasmo pelos políticos locais e primeiramente recebeu a ideia de investir no Esporte Clube Parintins, ou Esporte, como é mais conhecido, um tradicional clube do futebol amador da cidade. A ideia era profissionalizar a equipe e construir um centro de treinos para ele em sua cidade. A ideia com essa agremiação também não foi adiante. Outra ideia - essa obteve sucesso - foi a de criar um clube novo, que carregasse as cores dos "bumbás" da cidade, o vermelho e o azul e também utilizando a possivel estrutura oferecida pelo amador Esporte. Então, a criação do "Parintins Futebol Clube" foi concretizada, um clube com idealização encabeçada por Tony Medeiros e tendo a Digitron da Amazônia como principal investidor. Além disso, o executivo Vicente Cândido, ligado ao Sport Club Corinthians Paulista e político no estado de São Paulo esteve envolvido no projeto, com a missão de ser uma ponte para uma possivel parceria.
O clube se filiou à Federação Amazonense de Futebol e cerca de um ano depois de sua idealização, em Abril de 2022, foi confirmado como um dos participantes da segunda divisão estadual da temporada, fazendo assim sua estreia profissional.

### Primeira temporada em Rio Preto da Eva
Apesar de ser oficialmente uma agremiação criada para ser "legitima representante de Parintins" e carregar o nome da cidade, o clube em sua primeira temporada fez parceria com o município de Rio Preto da Eva. O clube usaria em sua primeira participação profissional o Estádio Francisco Garcia para treinos e jogos com seu mando de campo. Representantes da Fundação Mathias Machline - mantida pela Digitron - foram até a cidade, onde foram recebidos pelo prefeito e prometeram reformar o estádio, melhorando potencialmente sua estrutura para assim este voltar ao quadro de estádios oficiais da Federação Amazonense de Futebol. Paulo Radim, ex-presidente do Holanda, chegou a tratar o Parintins como um novo representante da cidade.
Quando a Federação Amazonense de Futebol divulgou a tabela do Campeonato Amazonense de Futebol de 2022 - Segunda Divisão,  o Estádio Francisco Garcia foi apontado como local para as partidas com mando de campo do Parintins.
O clube passou a ser nomeado pelos meios de comunicação com o nome fantasia RPE Parintins Futebol Clube(RPE é a sigla de Rio Preto da Eva). Em maio de 2022 o clube fez peneiras na cidade com a intenção de encontrar jogadores para compor seu elenco.

#### Estreia profissional
A primeira partida do clube em âmbito profissional foi também a primeira partida oficial de sua existência. No dia 18 de Julho de 2022 atuando como visitante no Estádio Ismael Benigno o clube venceu o Tarumã pelo placar de 5 a 1. O autor do primeiro gol da história do clube foi o atleta Jonas "Pica-pau", com assistência de Werley, aos 14 minutos do 1º tempo. Juninho(23 do 1º tempo), Iton(32 do 1º tempo, de pênalti), Índio(18 do 2º tempo) e Gabriel Macapá(29 do 2º tempo) fizeram os demais gols da vitória parintinense. Comandado por Sidney Bento, o time escalado foi o seguinte: Regly, Will, Negueba(Janilson), Juninho, Matheus Iton, Manga(Gabriel Macapá), Bigo, Werley(Natan), Jonas "Pica-pau", Lê Santos(Taison) e Índio. O primeiro gol vazado foi marcado pelo atleta adversário Lucas Pinheiro.
O clube terminou na terceira posição na primeira fase, com 5 vitórias, 1 empate e 2 derrotas, somando 16 pontos e tendo 28 gols de saldo positivo.
Nas semifinais, depois de perder a partida de ida por 2 a 1 como mandante, a equipe bicolor venceu o Unidos do Alvorada por 1 a 0 no Estádio Municipal Carlos Zamith, em Manaus. Com uma vitória para cada lado e empate no saldo de gols, a partida foi para a disputa por pênaltis, onde o "Touro" venceu por 5 a 4 e garantiu seu acesso à elite estadual, em seu ano de estreia, tirando a possibilidade do feito das mãos do adversário.

## Símbolos

### Nome
O nome do clube se deve à cidade da qual é oriundo, o município de Parintins.

### Cores
As cores do clube são o Azul e o Vermelho, em clara referência aos bumbás Caprichoso e Garantido.

### Escudo
O escudo do clube consiste em dois circulos, um maior, vermelho, e outro azul em seu interior. Alinhados ao circulo central, temos as inscrições "2021" à superior (em menção a seu ano de fundação) e Parintins FC a inferior, além disso temos a estrela do Caprichoso no lado direito e o coração do Garantido no lado esquerdo, todos em cor branca. Ao centro desses círculos está a cabeça de um touro de cor cinza com chifres pretos, em menção aos dois bumbás da sua cidade de origem.

### Mascote
O mascote do clube é o touro, novamente uma referência ao Festival Folclórico de Parintins. 

## Maiores goleadas
- 7 de Setembro de 2022 - Parintins 10 x 0 CDC Manicoré - Campeonato Amazonense de Futebol de 2022 - Segunda Divisão[18]
- 13 de Agosto de 2022 - Parintins 7 x 0 Sul América - Campeonato Amazonense de Futebol de 2022 - Segunda Divisão[19]
- 28 de Agosto de 2022 - Parintins 6 x 0 Librade - Campeonato Amazonense de Futebol de 2022 - Segunda Divisão[20]